# Plagiothecium obtusissimum
Plagiothecium obtusissimum là một loài Rêu trong họ Plagiotheciaceae. Loài này được Broth. miêu tả khoa học đầu tiên năm 1921.